# Antonio Rómulo Costa
Antonio Rómulo Costa é um município da Venezuela localizado no estado de Táchira.
A capital do município é a cidade de Las Mesas.